# 3346-os busz
A 3346-os jelzésű regionális autóbusz Balassagyarmat, autóbusz-állomás és Rétság, autóbusz-forduló között közlekedik Ipolyszög, Dejtár, Ipolyvece, Drégelypalánk, Nagyoroszi és Borsosberény településeken keresztül. A járatot a Volánbusz Zrt. üzemelteti.
Az összesen 6 járatból csupán 1 járat teszi meg az utat végállomástól végállomásig. 3 járatnak Rétság, autóbusz-forduló a kezdőpontja. Onnan 1 járatnak Drégelypalánk és 2 járatnak Ipolyvece a végállomása. 1 járatnak Ipolyvece és 1 járatnak Drégelypalánk a kezdőpontja. Az Ipolyvece és Drégelypalánkról induló járatoknak Rétság, autóbusz-forduló a végállomásuk.

## Járművek
A Rétság - Ipolyvece, a Rétság - Drégelypalánk és a Balassagyarmat - Rétság járatokon a Volvo 8500 autóbuszok közlekednek. Szombaton a Rétság - Ipolyvece és a Rétság - Drégelypalánk járatokon Credo Econell 12 autóbuszok közlekednek.

## Megállóhelyei
| 0 | Balassagyarmat, autóbusz-állomás            | 1A, 2C, 4, 6, 6A, 8, 8A, 9A, 9B, 3314 460 1010, 1011, 1012, 1013, 1306, 1308, 3080, 3081, 3305, 3312, 3313, 3315, 3322, 3336, 3340, 3342, 3343, 3344 | Balassagyarmat autóbusz-állomás Tesco áruház |
| 1 | Balassagyarmat, Lidl áruház Madách liget    | Balassagyarmat tömegközlekedése 1010, 1011, 1012, 1013, 3313, 3332, 3336, 3340, 3341, 3336, 3342, 3343, 3344, 3345, 3346                             |                                              |
| 2 | Balassagyarmat, strand Nagyliget            | Balassagyarmat tömegközlekedése 1010, 1011, 1012, 1013, 3313, 3332, 3336, 3340, 3341, 3336, 3342, 3343, 3344, 3345                                   |                                              |
| 5 | Balassagyarmat (Újkóvár), szövetkezeti bolt | |                                              |
| 6 | Ipolyszög, bejárati út                      | |                                              |
| 7 | Ipolyszög, vasúti megállóhely bejárati út   | |                                              |
| 8 | Dejtári elágazás                            | |                                              |
| 9 | Dejtár, vasútállomás                        | |                                              |